# Sutselvische Sprache

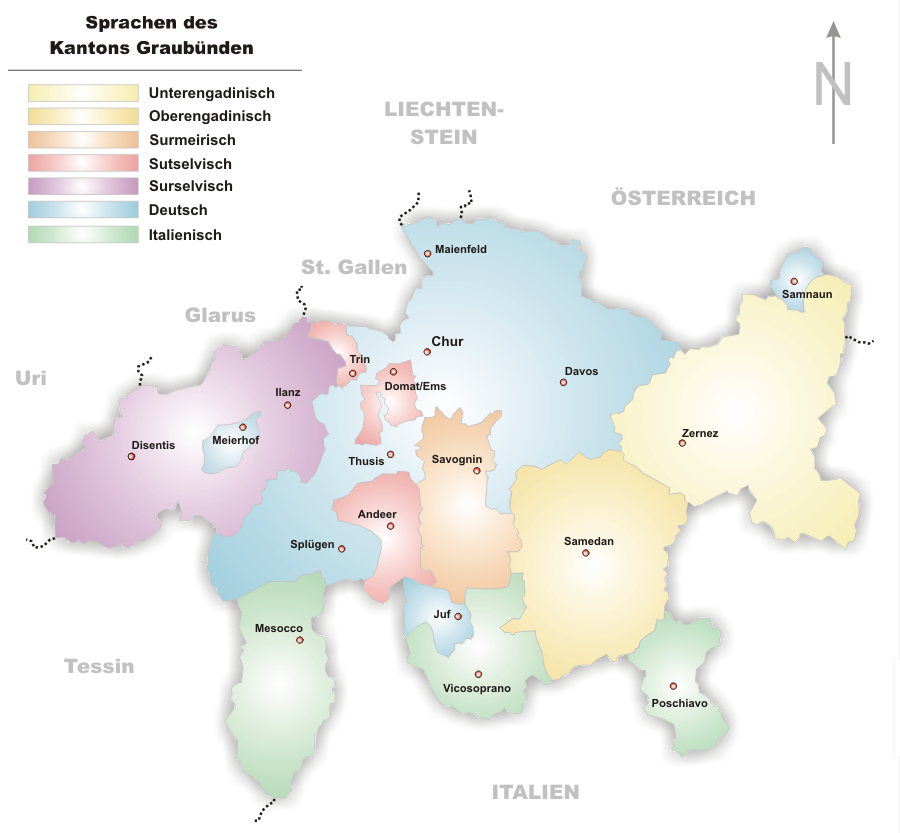
Ehemaliges Verbreitungsgebiet der einzelnen romanischen Idiome im Kanton Graubünden

Sutselvisch (veraltet deutsch Nidwaldisch, bündnerromanisch Sutsilvan) ist eines der fünf bündnerromanischen Schriftidiome in der Schweiz und wird beziehungsweise wurde im Domleschg, am Heinzenberg, im Schams und im Ferreratal im Kanton Graubünden verwendet. Als Schulsprache findet man das Sutselvische lediglich in der Primarschule in Donat am Schamserberg. Dem Sutselvischen zugerechnete Mundarten werden auch in der Region Imboden (bündnerromanisch Plaun) gesprochen, als Schriftsprache dient dort jedoch das Surselvische. 

## Erste Schrift
1601 veröffentlichte der Dorflehrer auf Schloss Fürstenau, Daniel Bonifazi (1574–1639), das erste in sutselvischer Sprache geschriebene Buch: einen Katechismus, der vor allem für den Schulgebrauch gedacht war.

## Dialekt

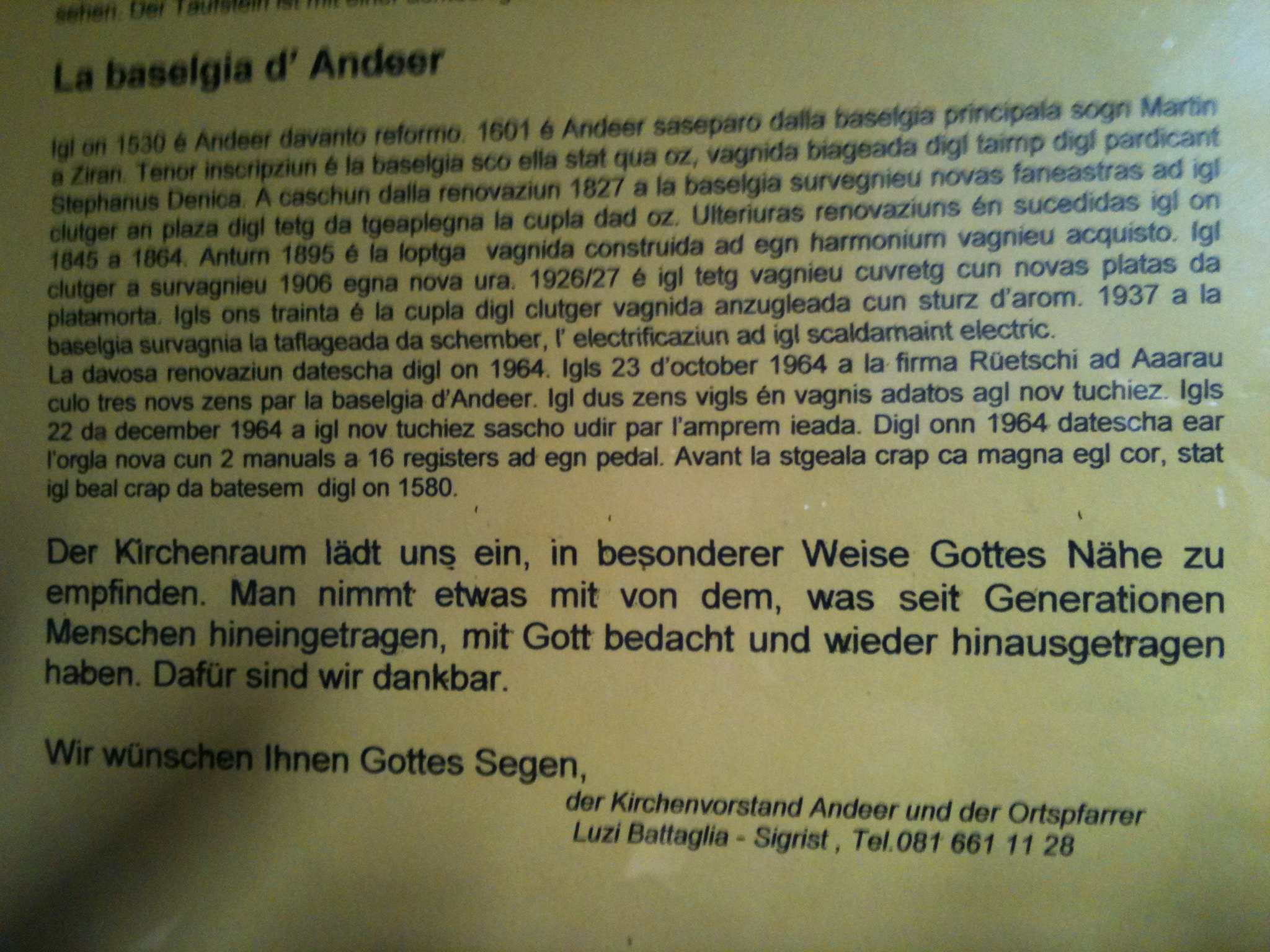
Die Geschichte der Andeerer Kirche auf Sutsilvan

Im Sutselvischen gibt es eine Deckmantelorthographie, die mehrere Unterdialekte des Sutselvischen zusammenfasst. So spricht man das Wort für ‚Baum, Pflanze‘ in Schams planta, im Domleschg plaunta und am Heinzenberg plönta, schreibt aber einheitlich plànta.
Das Sutselvische ist die am meisten gefährdete Dialektgruppe des Bündnerromanischen. Nur noch im Schams, und dort vor allem am Schamserberg, wird die Sprache noch der jüngsten Generation weitergegeben. Der Heinzenberger Dialekt steht kurz vor dem Aussterben, da ihn nur noch einzelne ältere Leute in Präz und evtl. Sarn beherrschen; das Domleschger Romanische wird im Alltag noch von mehreren Dutzend Personen gesprochen, aber nur selten von Personen unter 30 Jahren.
Sutselvisch gehört mit Surmeirisch zu den Mittelbündner Dialekten des Bündnerromanischen.

## Sprachplanerische Rettungsaktionen in den 1930er Jahren
In den 1930er Jahren – im Zuge einer allgemeinen Aufbruchsstimmung in der Rumantschia, die u. a. zur Anerkennung als schweizerische Landessprache führte – kam es zu zwei länger dauernden Aktionen, die die Rettung bzw. sogar die Re-Romanisierung von Teilen der Sutselva zum Ziel hatten. Ihre massgeblichen Protagonisten waren Andri Augustin und Giuseppe Gangale. Unter anderem wurde eine Orthographie entworfen, und es wurden sutselvische Kindergärten eingeführt – finanziert durch die Lia Rumantscha. Diese Aktionen waren jedoch nicht von einer nachhaltigen Wirkung.

## Sutsilvanische Literatur
Zu den wichtigsten Exponenten der sutsilvanischen Dichtung zählen Curò Mani und Margarita Uffer.

## Sprachbeispiele
Als Beispiel ein Text in Sutselvisch, Rumantsch Grischun sowie Deutsch.
| Sutselvisch | Rumantsch Grischun | Deutsch |
| --- | --- | --- |
| La gualp eara puspe egn’eada fumantada. Qua â ella vieu sen egn pegn egn corv ca taneva egn toc caschiel ainten sieus pecel. Quegl gustass a mei, â ella tartgieu, ed â clamo agli corv: «Tge beal ca tei es! Scha tieus tgànt e aschi beal sco tia pareta, alura es tei igl ple beal utschi da tuts.» | La vulp era puspè ina giada fomentada. Qua ha ella vis sin in pign in corv che tegneva in toc chaschiel en ses pichel. Quai ma gustass, ha ella pensà, ed ha clamà al corv: «Tge bel che ti es! Sche tes chant è uschè bel sco tia parita, lura es ti il pli bel utschè da tuts.» | Der Fuchs war wieder einmal hungrig. Da sah er auf einer Tanne einen Raben, der ein Stück Käse in seinem Schnabel hielt. Das würde mir schmecken, dachte er, und rief dem Raben zu: «Wie schön du bist! Wenn dein Gesang ebenso schön ist wie dein Aussehen, dann bist du der schönste von allen Vögeln.» |